# Балтійська АЕС
Балтійська атомна електростанція (Балтійська АЕС, Калінінградська атомна електростанція, Калінінградська АЕС) — АЕС, в стадії довгобуду у Німанському районі Калінінградської області, Росія. Має бути побудована за 12 км на південний схід від міста Німан (близько 10 км від кордону з Литвою); на АЕС заплановано два енергоблоки загальною потужністю 2300 МВт. За проектом, після спорудження Калінінградської області регіон має перетворитися з енергодефіцитного на експортера електроенергії.
25 лютого 2010 року відбулася церемонія закладки першого каменю на будівництві Балтійської АЕС. Основний етап будівельних робіт почався в квітні 2011 р Вартість будівництва Балтійської АЕС оцінюється у 4,8 млрд євро, а разом з інфраструктурою — 6,23 млрд євро. Уряд Росії розраховує на те, що іноземні енергокомпанії, зацікавлені в покупці електроенергії майбутньої АЕС, придбають частку акцій станції (не більше 49 %) і цим візьмуть участь у фінансуванні будівництва.
У квітні 2014 року будівництво станції було призупинено і практично заморожено.
Будівельно-монтажні роботи виконуються в мінімальних обсягах. Нове обладнання що надходить консервується. На робочому майданчику станції постійно присутні не більше 100 осіб — будівельники та охорона.
У разі спорудження, одним з великих споживачів, ймовірно буде вивільнена після зупинки Ігналінської АЕС Круоніська ГАЕС.

## Опис станції
Як принципова основа проекту «АЕС-2006», що розробляється для майданчика Балтійської АЕС, прийнята концепція з водо-водяним енергетичним реактором (ВВЕР-1200, модернізована з урахуванням досвіду експлуатації серійних енергоблоків АЕС з ВВЕР-1000, що напрацювали понад 130 реакторо-років. До складу енергоблоку входить реакторна установка ВВЕР-1200 (Головний конструктор ФГУП ОКБ «Гідропрес»).

## Плани експорту та згортання проєкту
Калінінградська область має власну теплову потужність, та не потребувала двох потужних блоків по 1,2ГВт які будувались чисто з економічних розрахунків орієнтованих на продаж електроенергії, а будівництво малопотужних енергоблоків (які також розглядали як варіант продовження проєкту щоб уникнути його консервації) робить електроенергію дорожчою у 5-6 разів. Росатом, розробляючи проект АЕС розглядав за основну мету експорт електроенергії до сусідніх країн. На початкових етапах, деяку зацікавленість у імпорті проявляла бізнес еліта Польщі. До планів Росатому також входило можливе виокремлення електростанції в острівний режим та синхронізація її із ENTSO-E, проте співпраця не пройшла далі чим попередні домовленості та не знайшла підтримки. Слід зазначити що калінінградську область та Польщу не поєднує жодна високовольтна лінія, що б передбачало також будівництво супутньої інфраструктури.
Додатково до попередніх факторів, внаслідок зовнішньої політики Російської Федерації, протестом Литви проти Білоруської атомної електростанції, яка по суті є чистим капіталовкладенням Російської Федерації, постійні публічні погрози країнам Балтії військовим вторгненням, сусідні країни відмовилися навіть в перспективі купувати електроенергію — навіть не дивлячись на те що Калінінградська область синхронізована з енерго системою Росії та Білорусі через Литву, Латвію, Естонією могла б продавати електроенергію у згадані країни. У 2013 Латвія заявила, що реактори, які планується збудувати на Балтійській АЕС, ніколи не перевірялися на безпеку відповідно до методології, схваленої всередині Євросоюзу а політичне протистояння проти Росії було настільки сильним, що президент Литви Гітанас Науседа особисто відвідав Україну у 2021 році та виступив із зверненням у Верховній Раді, щоб навіть Україна бойкотувала закупівлю електроенергії з Білорусії, де нещодавно Росатом теж побудував Білоруську атомну електростанцію. Слід зазначити що країни Балтії планують повне від'єднання від енергосистеми Росії та Білорусі приєднання до ENTSO-E, що теж додатково ускладнює амбітний проект добудови станції.

### Енергоблоки
| Енергоблок         | Тип реакторів | Потужність | Потужність | Початок будівництва | Підключення до мережі | Введення в експлуатацію | Закриття |
| Енергоблок         | Тип реакторів | Чистий     | Брутто     | Початок будівництва | Підключення до мережі | Введення в експлуатацію | Закриття |
| ------------------ | ------------- | ---------- | ---------- | ------------------- | --------------------- | ----------------------- | -------- |
| Балтійськ-1 (план) | ВВЕР-1200/491 | 1109 МВт   | 1194 МВт   | 22.02.2012          | (2020)                | Будівництво припинене   |          |
| Балтійськ-2 (план) | ВВЕР-1200/491 | 1109 МВт   | 1194 МВт   |                     |                       | Будівництво припинене   |          |

## Ресурси Інтернету
- Балтійська АЕС [Архівовано 20 жовтня 2015 у Wayback Machine.]